# Endiguement

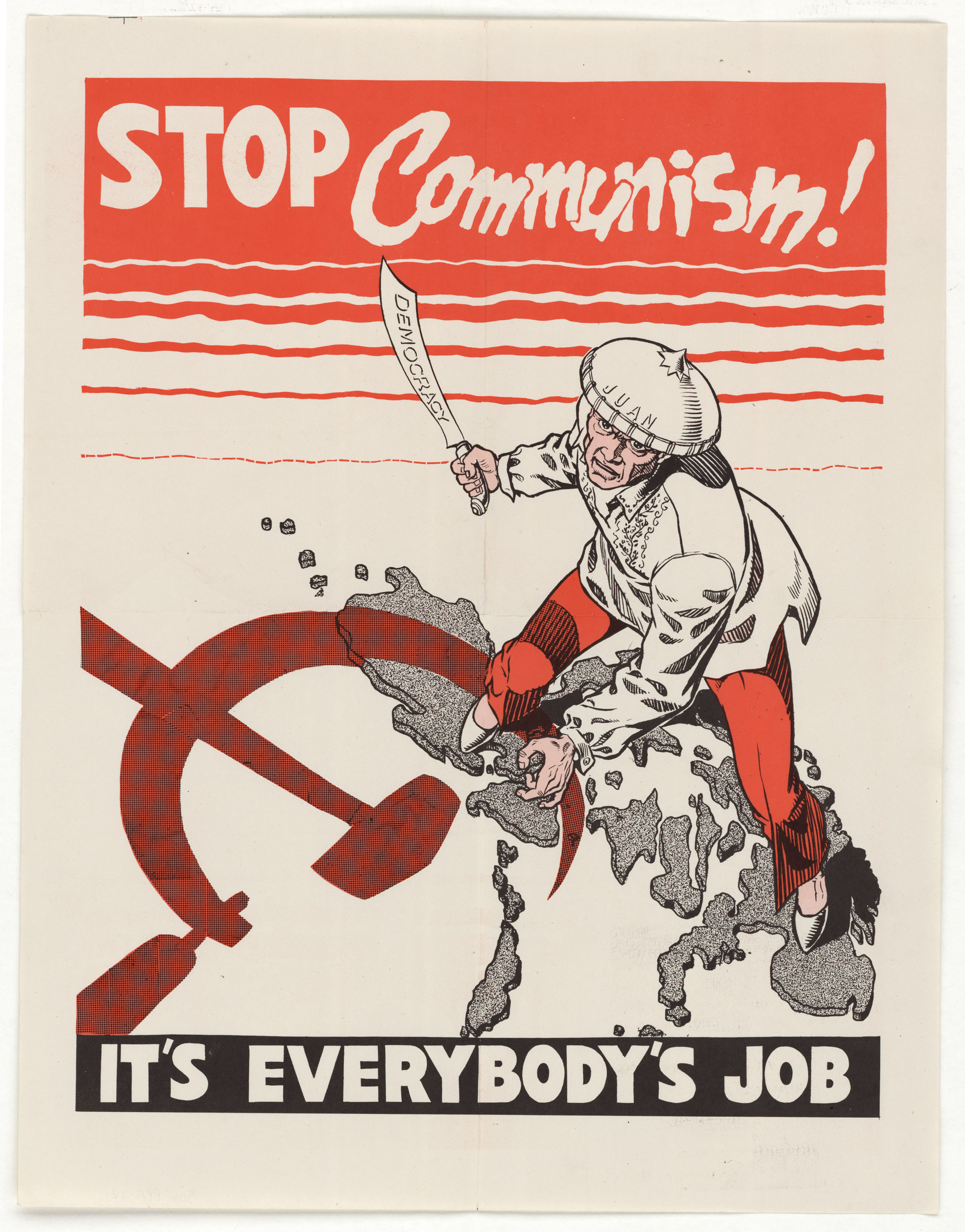
Affiche de propagande de la United States Information Agency distribuée en Asie, dépeignant un philippin prêt à défendre son pays de la menace communiste.

L'endiguement (en anglais : « containment ») est la stratégie de politique étrangère adoptée par les États-Unis après-guerre. L'endiguement visait à arrêter l'extension de la zone d'influence soviétique au-delà de ses limites atteintes en mars 1947 et à contrer les États susceptibles d'adopter le communisme.

## Origine
Le père de cette doctrine est le diplomate George F. Kennan, qui l'explicita le 22 février 1946 dans le « Long Télégramme » à destination du secrétaire d'État James F. Byrnes.
Avec le discours de Fulton dans lequel Winston Churchill intime aux démocraties de réagir contre l'expansionnisme soviétique, ou encore l'affaire Igor Gouzenko au Canada, l'endiguement marque la réaction du bloc de l'Ouest face à l'expansionnisme soviétique en ce début de guerre froide.

## Actions
Le soutien aux États est financier, avec notamment le plan Marshall, mais aussi militaire avec la création de l'Organisation du traité de l'Atlantique nord (OTAN). Cette stratégie est selon les termes américains destinée à soutenir les « peuples libres ».
L'endiguement est une partie importante de la doctrine Truman qui vise à intervenir activement dans le soutien à des régimes politiques étrangers en vue de combattre le communisme.
En 1949, la doctrine officielle du département d'État était que les États-Unis s'opposaient au changement par la force mais pas au changement en tant que tel, et que l'OTAN servait des principes et non des territoires.
Ainsi, les États-Unis n'empêchent pas la victoire communiste en république de Chine, mais ils vont intervenir en Corée (sur le principe de ne pas laisser une agression communiste sans opposition), ce qui prend par surprise les communistes. Ceux-ci avaient en effet prévu une inaction américaine pour la Corée comme l'analysait Henry Kissinger.

## Critiques
La doctrine de l'endiguement est critiquée aussi bien par les partisans d'une confrontation ferme, comme Churchill, que par les partisans d'un apaisement avec l'URSS.
Pour le journaliste Walter Lippmann, l'endiguement offre la possibilité à l'Union soviétique de décider des points de conflits avec les États-Unis et donc un avantage stratégique. De plus un engagement d'une telle ampleur conduirait les États-Unis à s'engager auprès de pays dont ils ne partagent pas les valeurs et ce jusqu'à l'autre bout du monde. Cette critique annonce la crise morale que constituera la guerre du Viêt Nam.